# Thescelocichla leucopleura
Thescelocichla leucopleura là một loài chim trong họ Pycnonotidae. Chúng có thể tìm thấy được ở Angola, Bénin, Cameroon, Cộng hòa Trung Phi, Cộng hòa Congo, Cộng hòa Dân chủ Congo, Bờ Biển Ngà, Guinea Xích Đạo, Gabon, Gambia, Ghana, Guinée, Guinea-Bissau, Liberia, Nigeria, Sénégal, Sierra Leone, Togo, và Uganda.